# Abella Danger
Abella Danger (Miami, 1995. november 19. –) amerikai pornószínésznő és modell.

## Élete és pályafutása
Ukrán zsidó családból származik, gyerekkorában balettozni tanult. 2014-ben, 19 évesen debütált a felnőttfilmek világában,  ezután Los Angelesbe költözött. Közel 1010 filmben volt jelenete. 2019-ben szerepet kapott Bella Thorne színésznő Her and Him című mozijában, amit a Pornhub támogatásával készítettek.
2018-ban a Fortune szerint ő az egyik legnépszerűbb és legkeresettebb színésznő a pornószakmában.
Ötszörös AVN-díj győztes és további 3 jelölése van, illetve további 6 jelentősebb díja.